# Церква Івана Богослова (Луцьк)
Церква Івана Богослова — перший християнський храм та перша кам'яна споруда Луцька. Найдавніша, частково збережена споруда на території Верхнього замку.

## Історія

### Від заснування до Унії
Церква Івана Богослова була збудована у 1175–1180 р. у дерев'яному дитинці Луцька за часів правління Ярослава Ізяславича. Це була квадратна у плані, одноабсидна, одноглава, чотиристовпна висока будівля з невеликою прибудованою каплицею. У 1289 р. за луцького князя Мстислава Даниловича уже була соборною. Згодом у XIV ст. князь Любарт подарував церкві містечко Рожище та декілька сіл. Це поліпшило матеріальне становище церкви, відбувся ремонт. Згідно з літературними даними храм мав позолочений хрест з ланцюгами, був вкритий гонтовим дахом, по тиньку зовні й зсередини йшли розписи. Підлога була викладена декоративною керамічною плиткою, а стіни розписані фресками.

Реконструкція Р.Метельницького

На території Древньої Русі зустрічається лише кілька аналогів церкві, що є проявом самостійності волинської архітектурної школи. Нові стилістичні особливості храму (відсутність нартекса, наявність лише однієї абсиди, вузькість бічних неф, інші) зокрема гостро вказують на те, що церква була дуже високою, конструкція і розташування архітектурних елементів екстер'єру та інтер'єру були нетиповими. Манера виконання живописних робіт у соборі когерентна з мистецтвом Македонії, Сербії, Болгарії.
У соборі був похований після смерті Любарт поряд з іншими князями. Поховання їх родин відбувалося на цвинтарі поряд з церквою.
У Луцько-Острозькому єпископстві собор був головним. Він відігравав велику роль і в політичному та світському житті Волині. Перед вівтарем складали присягу новообрані урядовці, у притворі відбувалися судові засідання, при соборі діяла рада вищого духовенства — капітула. Тут також зберігалися актові книги замкової канцелярії. Вряди-годи тут відбувалися воєводські та повітові сеймики.
Окрасою інтер'єру був кількаярусний високий іконостас, який спирався на розписану фресками передвівтарну перегородку, аналогів якій у давньоруському мистецтві нема, окрім Смоленського храму І.Боголова [Архівовано 15 листопада 2010 у Wayback Machine.]. Перший розпис вівтарної перегородки був імітацією прийому прикрашення храмів інкрустацією, виконаною кольоровими каменями. Іконостас нараховував 49 ікон, поза ним у соборі було ще 9 великих коштовно обрамлених з дорогоцінним камінням ікон. Чимало знаходилося церковних книг. Особливо виділялися 5 оздоблених Євангеліє. У церкві зберігалися мощі Святого Пантелеймона та частина Животворного дерева.

реконструкція А.Погрібного

реконструкція П.Троневича

На той час храм мав уже дещо інший вигляд. Зміна відбулася за сто років до подій Унії . Стосувалася перш за все появи контрфорсів та прибудови з північної сторони церкви. Варіанти реконструкцій — праворуч та ліворуч.
Ще однією особливістю замкового храму було декоративне оформлення фасадів. Із заокруглених на торці цеглин були викладені бровки над віконними отворами і порталами. Цегла з зеленою та коричневою поливою належала напіварці аркатурного поясу, який прикрашав барабан куполу й абсиду. Такий прийом оздоблення, окрім Луцька, використовувався лише в Успенській церкві у Дорогобужі.
20-22 квітня 1591, перед Пасхою, гайдуки луцького старости, католика (спочатку православного) Олександра Семашка обстріляли кафедральний собор Івана Богослова єпископа Кирила Терлецького, якого сам староста затримав у замку 20 квітня на 2 доби та не дозволив провести службу.

### Унія та після неї
Найбагатша на території теперішньої України тодішня Луцька єпископія володіла багатьма маєтками, дворами і ґрунтами з людьми. В Луцькому і Володимирському повітах їй належало 4 містечка, 34 села і два замки. За рахунок феодальних доходів владики храму утримували в належному стані одну з веж замку — саме ту, яка тепер називається Владичою. Один із владик, Кирило Терлецький, маючи титул патріаршого екзарха, відіграв провідну роль у підготовці Берестейської унії 1596 року. Зрештою, і сам храм Івана Богослова перейшов до рук греко-католиків.
Внаслідок цього від церкви відійшло багато прихожан, фундаторів. Костянтин Василь Острозький відразу по унії не тільки сам відійшов від храму, а й відібрав у єпископства острозьку територіальну частину. Храм починає занепадати. Спочатку здається в шестирічну оренду, потім під заставу. Через це греко-католицьку кафедру перенесли до Жидичинського монастиря. Сам храм зазнав руйнувань, потребував ремонтів.
У 1633 р. новообраний православний єпископ Афанасій (Пузина), затверджений на коронаційному сеймі, зайняв стару луцьку кафедру Івана Богослова разом з усією маєтністю воєводства, що їй належала. Це трохи пожвавило релігійне життя церкви і повернуло їй роль духовної столиці православних волинян. В наступні десятиліття на реставрацію було виділено 300 злотих, але внаслідок того, що тодішній православний луцький єпископ Гедеон Четвертинський покинув місто і став митрополитом Київським, гроші на ремонт не були використані.
Інформацію про останній вигляд храму можна добути з ікони Святого Ігнатія першої половини XVIII століття. Зміна стосувалася лише форми куполу. В той час церква поступово занепадає. Часті ремонти вже не могли врятувати її. В 1775 р. владика Сильвестр Рудницький розпорядився розібрати до рівня землі нестійкі стіни храму, що й було зроблено у 1766 р. У планах було звести на його місці новий величний собор. Проте цього не відбулося внаслідок передчасної смерті Рудницького. Соборна церква Івана Богослова перестала існувати.

## Дослідження радянського періоду

Обличчя Ісуса Христа

Фрагмент фрески

В радянський період були проведені ґрунтовні дослідження, з яких стало зрозуміло не тільки політичну й релігійну історію храму, а й архітектурні особливості, мистецтво і культуру старих часів. Архітектурно-археологічні розкопки велися у 1982⁣ — ⁣1987 рр. Волинським загоном експедиції Ленінградського відділення інституту археології АН СРСР під керівництвом М. Малевської. Так, наприклад, було встановлено, що протягом історії храм поступово вгрузав у землю, від чого доводилося 5 разів підвищувати підлогу, що в сумі становило близько 2 м. Пам'ятка збереглась краще, ніж сподівались. Вражають чудова кладка стін з плінфи (ознака домонгольського періоду будівництва). Було знайдено багато старовинних монет, уламки фресок, із зображенням коней, зірок, одягу святих, геометричного орнаменту, вівтаря, численні давні написи на стінах, своєрідні конструктивні рішення окремих вузлів. Відновлено архітектурний образ храму. Дуже цінним є зібране зі шматочків і відновлене фрескове обличчя Ісуса Христа, датоване XIV століттям.

## В наші дні
Завдяки тому, що храм поступово опускався під землю, коли у XVIII столітті його було розібрано до рівня землі, та частина, яка була уже під землею, збереглася. Досліджена і консервована у вісімдесятих роках, ця частина зараз доступна для огляду під час екскурсій до підземель Луцького замку.

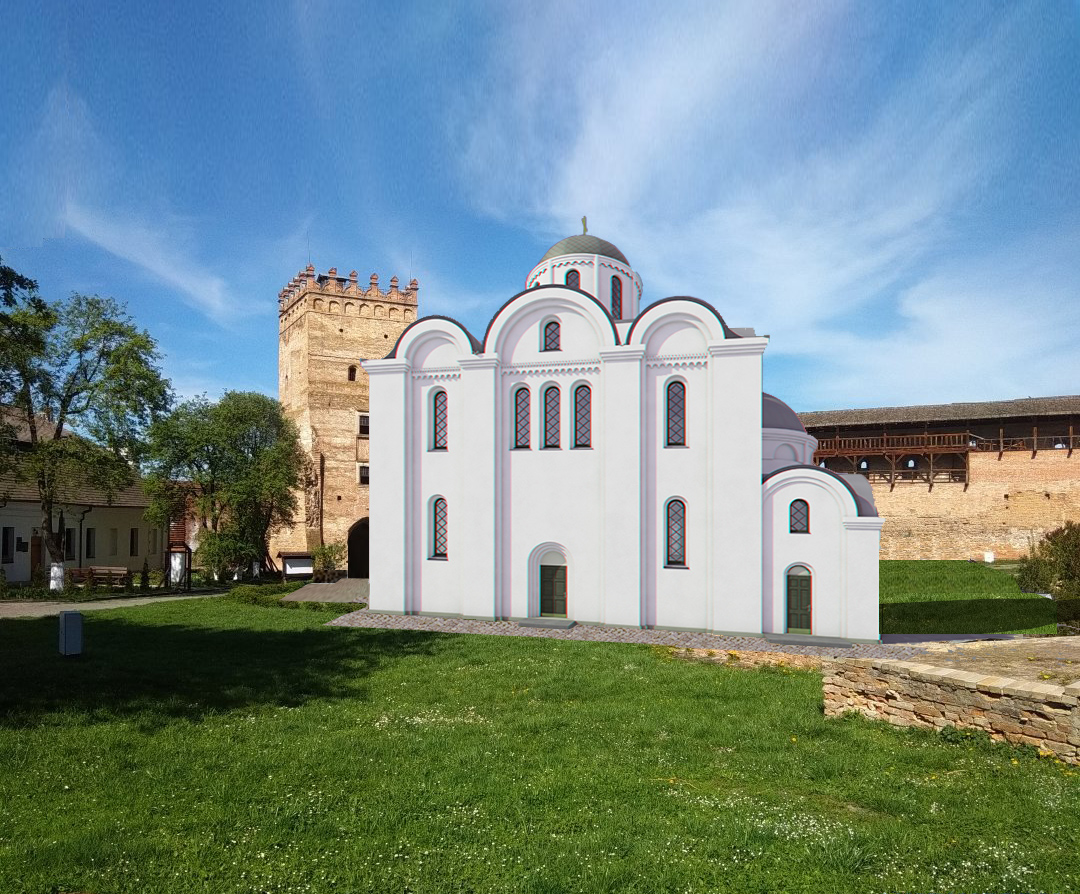
Реконструкція І.В.Дідуха

## Відомі постаті, пов'язані з церквою
- Ярослав Ізяславич
- Любарт Гедимінович
- Кирило Терлецький
- Костянтин-Василь Острозький
- Діонісій Балабан
- Іван Виговський
- Петро Могила
- Афанасій Пузина
- Гедеон Четвертинський
- Діонісій Жабокрицький
- Сильвестр Рудницький